# Huimanguillo
La ciudad de Huimanguillo es la cabecera municipal del Municipio de Huimanguillo, el cual es el más grande por extensión territorial del estado mexicano de Tabasco. Se encuentra a una distancia de 67 km de la ciudad de Villahermosa, capital del estado.
Es una de las seis concentraciones urbanas más grandes y de mayor importancia en el estado; tiene una población de 26,000 habitantes según cifras del INEGI en 2020.

## Toponimia
Su nombre es el diminutivo de Huimango, que a su vez deriva del vocablo náhuatl Uei-man-co, que significa "lugar del cacique principal" o "lugar de autoridades grandes".

## Historia
Los asentamientos humanos más antiguos de los que se tiene registro en esta ciudad, datan de 1680, cuando los habitantes del pueblo nahuatl conocido con el nombre de Huimango y que se encontraba asentado en lo que hoy es el municipio de Cunduacán, huyendo de los constantes ataques piratas, se internaron en el territorio y se asentaron en lo que hoy es la ciudad de Huimanguillo, nombrándola así, como un diminutivo de su antigua población.
Por las características del territorio tabasqueño y debido a que las únicas vías de comunicación en ese entonces eran los ríos, la población se asentó justo en la margen izquierda del río Mezcalapa, sin embargo, por las recurrentes inundaciones, fue recorrida a su ubicación actual.
La fecha de la fundación española de la actual ciudad de Huimanguillo se desconoce, ya que la ciudad se fue poblando poco a poco por más indígenas y españoles, aunque en 1579, durante la colonización española, los indígenas de la población de Huimanguillo fueron dados en encomienda a Teodora Manuel.

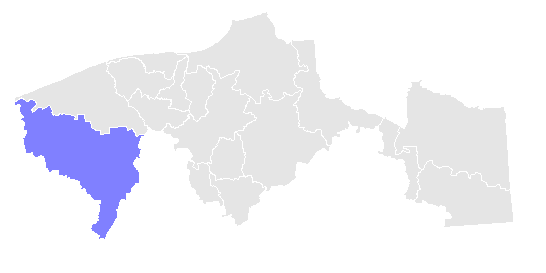
Municipio de Huimanguillo.

Sin embargo, los ataques piratas continuaron, por lo que los habitantes de Huimanguillo y de otros pueblos de la Chontalpa decidieron en 1770 desviar el cauce del río Mezcalapa hacia un brazo del río Grijalva con la finalidad de evitar el paso de las embarcaciones de los corsarios.

### La lucha libertaria
Durante la lucha libertaria en Tabasco, Huimanguillo, fue cuna de una las pocas manifestaciones armadas en la entidad, Atanacio de la Cruz se alzó en armas en febrero de 1816 y tomó la villa de Huimanguillo, pero fue derrotado y hecho prisionero poco tiempo después por el gobernador colonial de Tabasco Francisco de Heredia y Vergara.
El 25 de agosto de 1821, el capitán Juan Nepomuceno Fernández Mantecón al mando de 400 hombres armados llegó a Huimanguillo en donde se juró la independencia ese mismo día, y donde se le unieron muchos simpatizantes entre ellos Fernando Nicolás Maldonado y José María Jiménez Garrido.
En 1847 la cabecera municipal se erigió en ciudad.

### La intervención francesa
En 1863, ante la invasión francesa en Tabasco, se integró la primera Compañía anti intervencionista de Huimanguillo y participó a lado del ejército de Gregorio Méndez en la batalla del Jahuactal desarrollada en las cercanías de Cunduacán el 1 de noviembre de ese año; uno de sus integrantes, Jacinto López, se arrojó sobre la artillería de un cañón siendo destrozado por el disparo, su sacrificio marcó uno de los triunfos contra el enemigo intervencionista.

### Cuna de la revolución mexicana en Tabasco

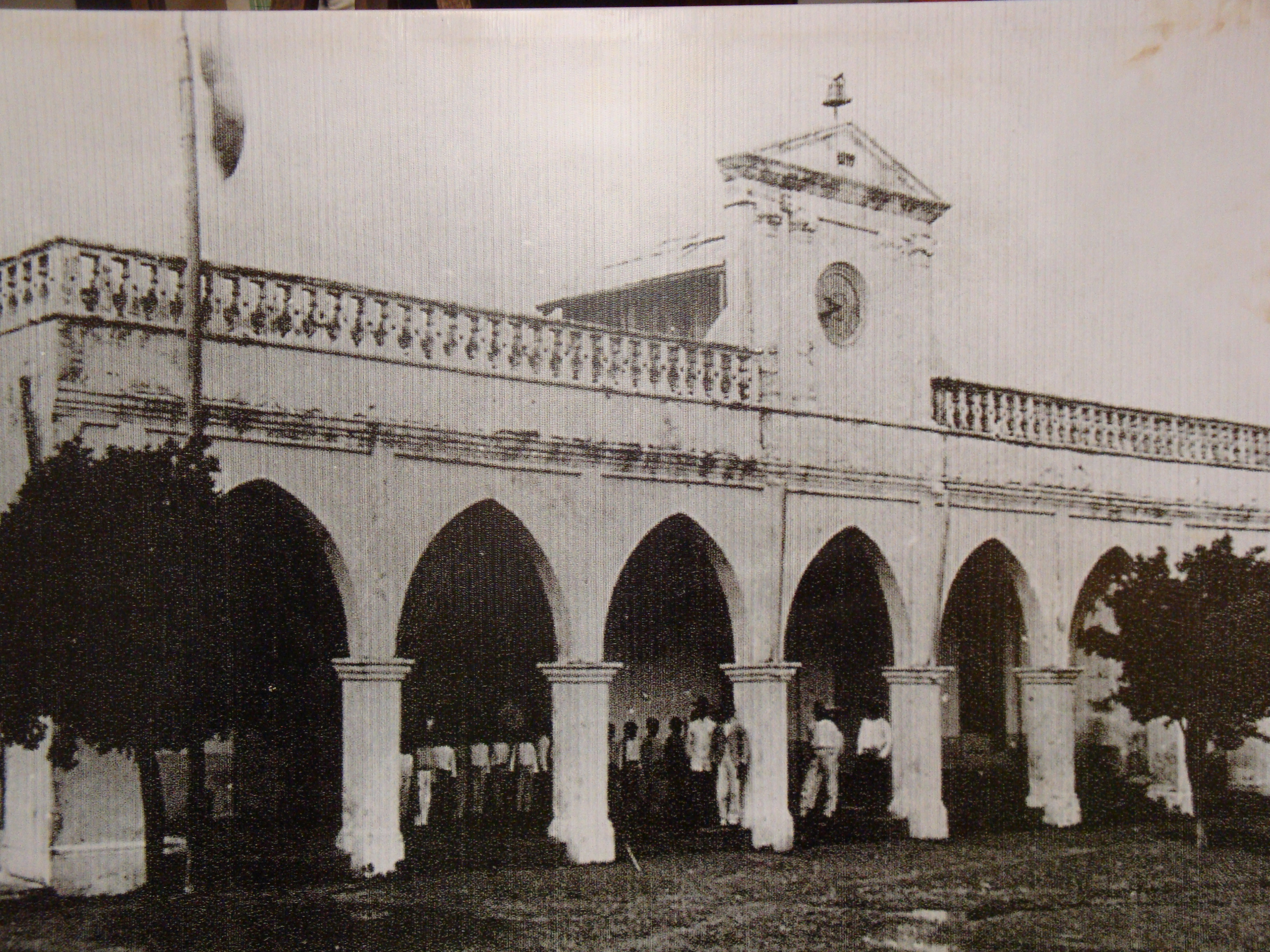
Antiguo Palacio Municipal de la ciudad de Huimanguillo.

El 26 de julio de 1902 se integra el club liberal "Melchor Ocampo", el primer grupo revolucionario organizado en el estado que participa activamente en la lucha armada de 1910, lo que identifica a este municipio como "cuna de la Revolución en Tabasco".
En 1911, se realizó el primer "bautizo revolucionario" que hubo en la República, en la casa del doctor Adolfo S. Aguirre. El oficiante que reemplazó al sacerdote, vertiendo agua del Mezcalapa en la cabeza del niño José Manuel Aguirre del Valle, dijo: "yo te bautizo José Manuel en nombre de la libertad".
Posteriormente, después del asesinato de Francisco I. Madero y Pino Suárez, en febrero de 1913, los maderistas se agruparon en la ciudad de Huimanguillo. Los hermanos Ernesto y Fernando Aguirre Colorado, Isidro Cortés, Áureo L. Calles, Aureliano y Pedro C. Colorado lanzaron el 5 de abril de 1913 el grito de rebelión y conformando un grupo de 100, el 6 de abril tomaron la ciudad de Huimanguillo.

## Geografía y clima
La ciudad de Huimanguillo se encuentra en la parte oriental del municipio de Huimanguillo, en el estado de Tabasco. La ciudad se asienta cerca del margen izquierdo del río Mezcalapa, en la parte más oriental del estado; inclusive, algunas colonias ya han alcanzado la ribera, debido a la expansión urbana. Tiene una altitud promedio de 8 m s. n. m.
El clima, al igual que en la mayor parte del estado, es cálido tropical, lo que propicia que crezca abundante vegetación en los alrededores de la ciudad y en las áreas poco urbanizadas. La temperatura puede alcanzar los 45 °C en ciertas épocas, y, por lo general, se ubica en un promedio de 23 °C con pocas variaciones durante el año, excepto durante el invierno, cuando se presentan descensos importantes.

## Urbanismo
La ciudad de Huimanguillo presenta una tipología urbana muy característica al resto de la región tabasqueña. La ciudad se estructura a través de un eje vial principal que inicia en su acceso principal, conformado por la réplica de la cabeza Olmeca y en "arco maya". Aquí inicia el recorrido hacia el interior de la ciudad y remata tanto en la torre del reloj y en el parque central en cuyo costado se encuentra el Ayuntamiento.
Posteriormente continúa el eje principal a la derecha por la avenida Rafael Martínez de Escobar, paralela a esta se encuentra un paseo comercial popularmente conocido como la calle Remodelada. En su recorrido la avenida Martínez de Escobar se encuentra con la iglesia católica y finalmente culmina en una glorieta llamada La Juventud se reparten caminos hacia el poniente, la salida de la ciudad por la escultura de La Piña, hacia el sur el colegio de Bachilleres de Tabasco Plantel 7 y el CERESO, hacia el oriente el puente de la Solidaridad que lleva hacia varias comunidades entre ellas la villa San Manuel, y la otra salida a partir de la glorieta es hacia el periférico que rodea la ciudad.

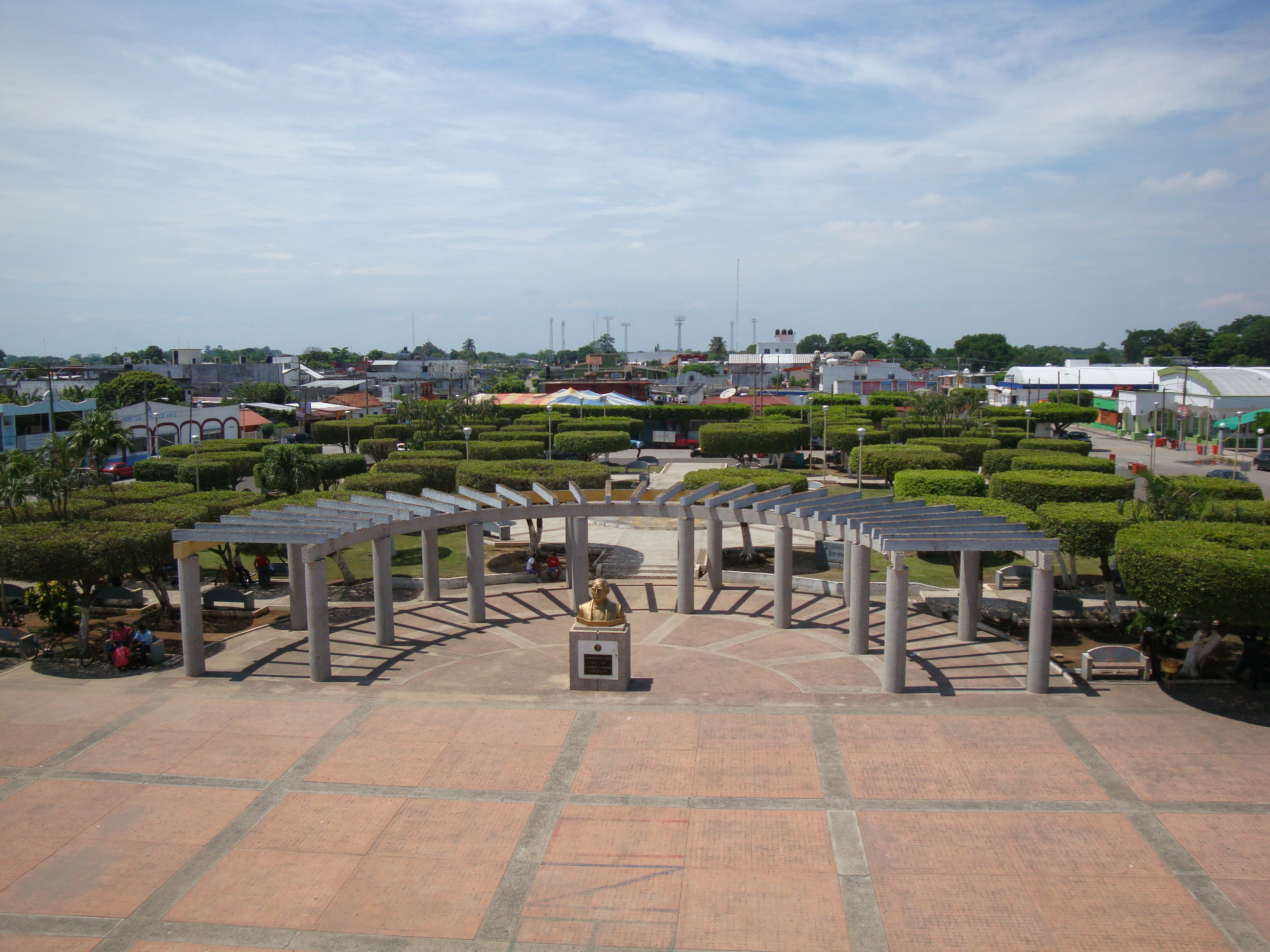
Parque Benito Juárez.

El parque central Benito Juárez, como es característico en casi todos los pueblos de México y heredado de las costumbres coloniales, se encuentra rodeado del Ayuntamiento y de la iglesia católica. Aquí también se encuentra un antiguo edificio del Club de Leones, la "plaza del Taco", el casino del pueblo, una escuela primaria, y la logia masónica Luz N.º 13. Además de otros establecimientos comerciales, y se encuentra cerca el paseo comercial de la calle "Remodelada".
Por su conformación original, la ciudad se estableció a la orilla del río Mezcalapa, pero con las inundaciones sucesivas la población se desplazó un poco, quizá un kilómetro, tierra adentro, sin embargo esta distanca no fue suficiente, porque en crecidas posteriores del Mezcalapa el agua seguía llegando cerca de la población, pero no representaba un peligro de inundación. Con el crecimiento de la ciudad y como medida precautoria y aprovechando la construcción del periférico que rodea la ciudad, se construyó dicho periférico a manera de dique, elevándose su nivel y rodeando la ciudad. De este modo el agua se quedaba solamente del otro lado del dique y no llegaba a la ciudad.
Con el crecimiento de la ciudad, varias colonias se establecieron del lado inundable del periférico, creciendo la ciudad hacia la orilla del río. Quedando estas personas entonces, en riesgo de inundación. Esto se demostró en la inundación de 1999, donde muchas viviendas se inundaron de este lado de la ciudad. Con las inundaciones de 2007, estos pobladores se volvieron a inundar y actualmente sigue latente el peligro por inundaciones.

### Tipología urbana

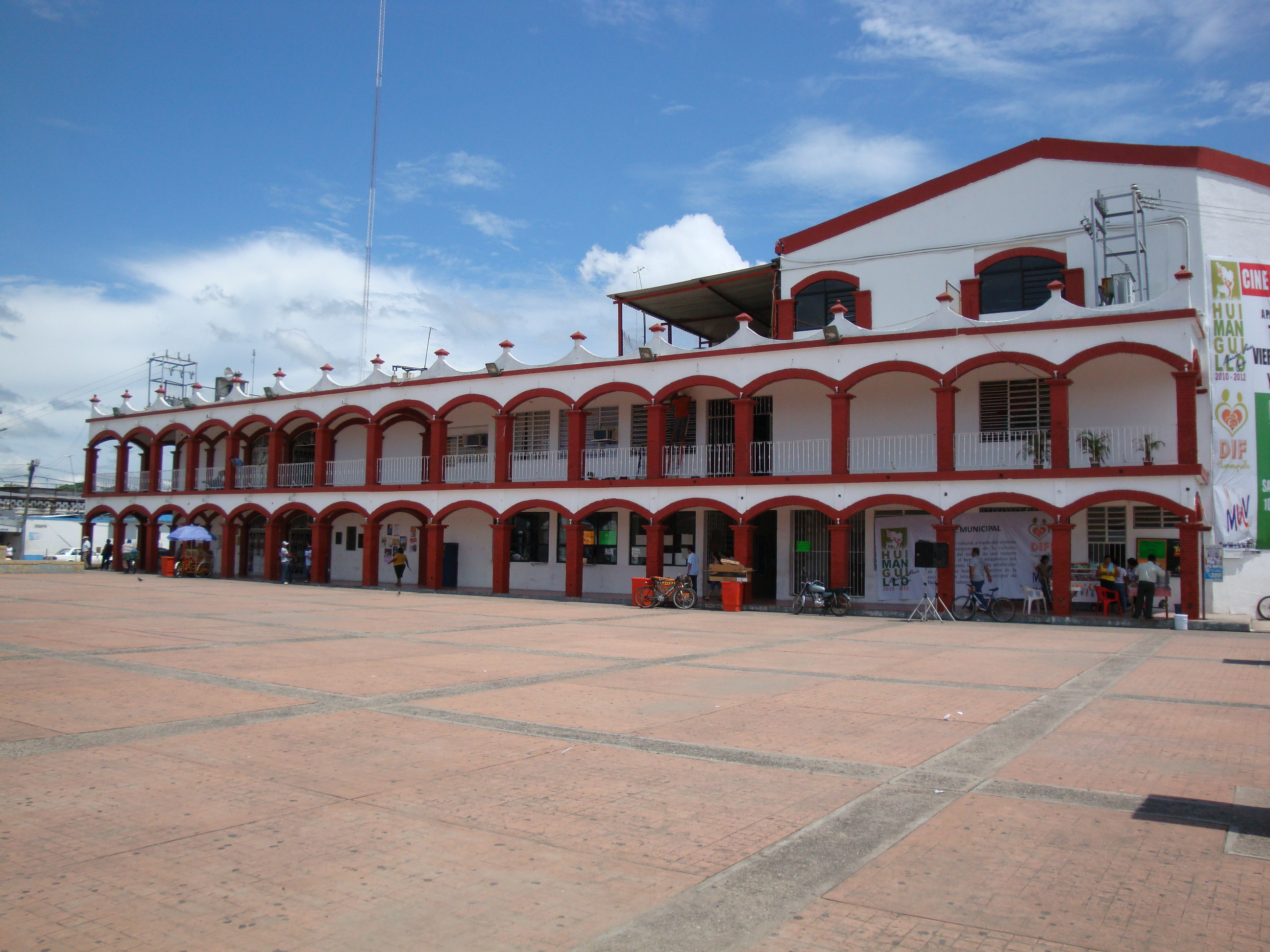
Palacio Municipal en la ciudad de Huimanguillo.

La forma de la ciudad se caracteriza por zonas habitacionales y habitacional con comercios en el centro y a lo largo de su eje principal. Las casas son de un nivel y hasta tres niveles, con excepción de algunos edificios de hasta cuatro y cinco niveles. En cuanto a su tipología arquitectónica, la mayoría de las casas son de fachada contemporánea funcionalista y otras de aspecto popular caracterizado por la autoconstrucción. Las casas del centro que son de las más antiguas son características de las viviendas que imperaban en los años 30 y 40. Son de fachada plana con grandes ventanales en forma de balcón, presentan protectores de hierro y rematadas con cornisas, puertas de madera, la casa remata en su parte superior con un arreglo de formas decorativa muy parecido a las cintarillas usadas en las casas del centro de México.
Se aprecia uniformidad en sus calles, estas son espaciosas y el flujo vehicular es poco. Es por esta razón que la ciudad se percibe tranquila y nada ruidosa. Se aprecia arborización en sus calles y avenidas. Una caminata que se disfruta mucho es el recorrido del periférico que presenta arborización natural en todo su recorrido.
Sus principales bordes de ciudad son el Río Mezcalapa y la carretera federal Num. 187 Mal Paso-El Bellote. La ciudad está rodeada de extensa sabana y matorrales.

## Economía

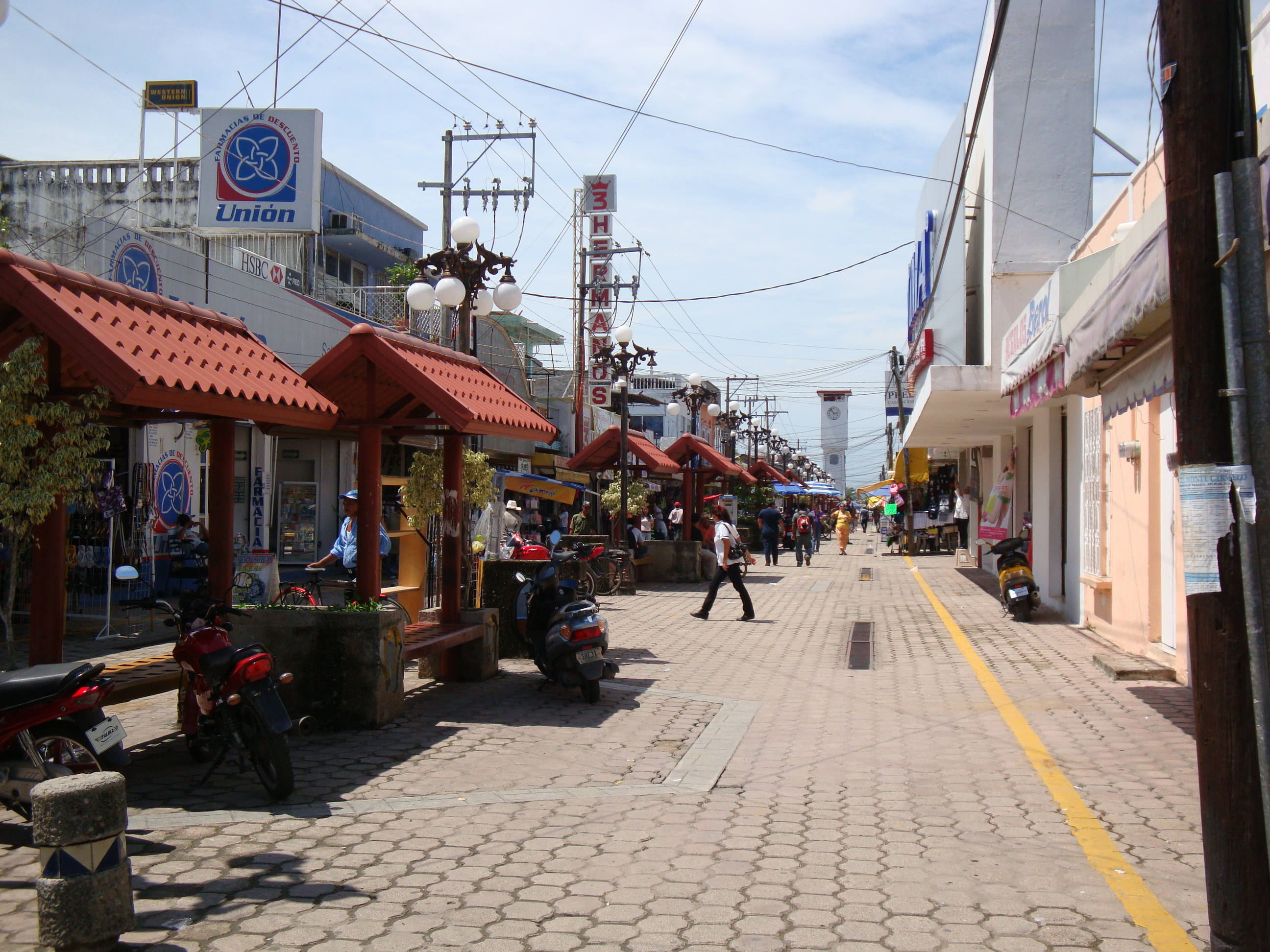
Calle peatonal en el centro de la ciudad.

La economía de la ciudad se basa principalmente en los servicios y el comercio, a nivel estatal, es una de las seis ciudades con mayor cantidad de establecimientos comerciales. También cuenta con gran cantidad de servicios, educativos, comerciales y del sector salud.
Por su cercanía geográfica (a solo 15 km.), la ciudad mantiene un intenso intercambio comercial con la ciudad de Heroica Cárdenas.

### Industria
En las cercanías de la ciudad existen diversas instalaciones petroleras, como La Batería y estación de Compresión "Paredón" y diversos campos petroleros. También en los alrededores se localizan fábricas de jugo de naranja, fábricas de quesos y derivados lácteos, empacadoras de piña e incubadoras de pollos.

## Comunicaciones

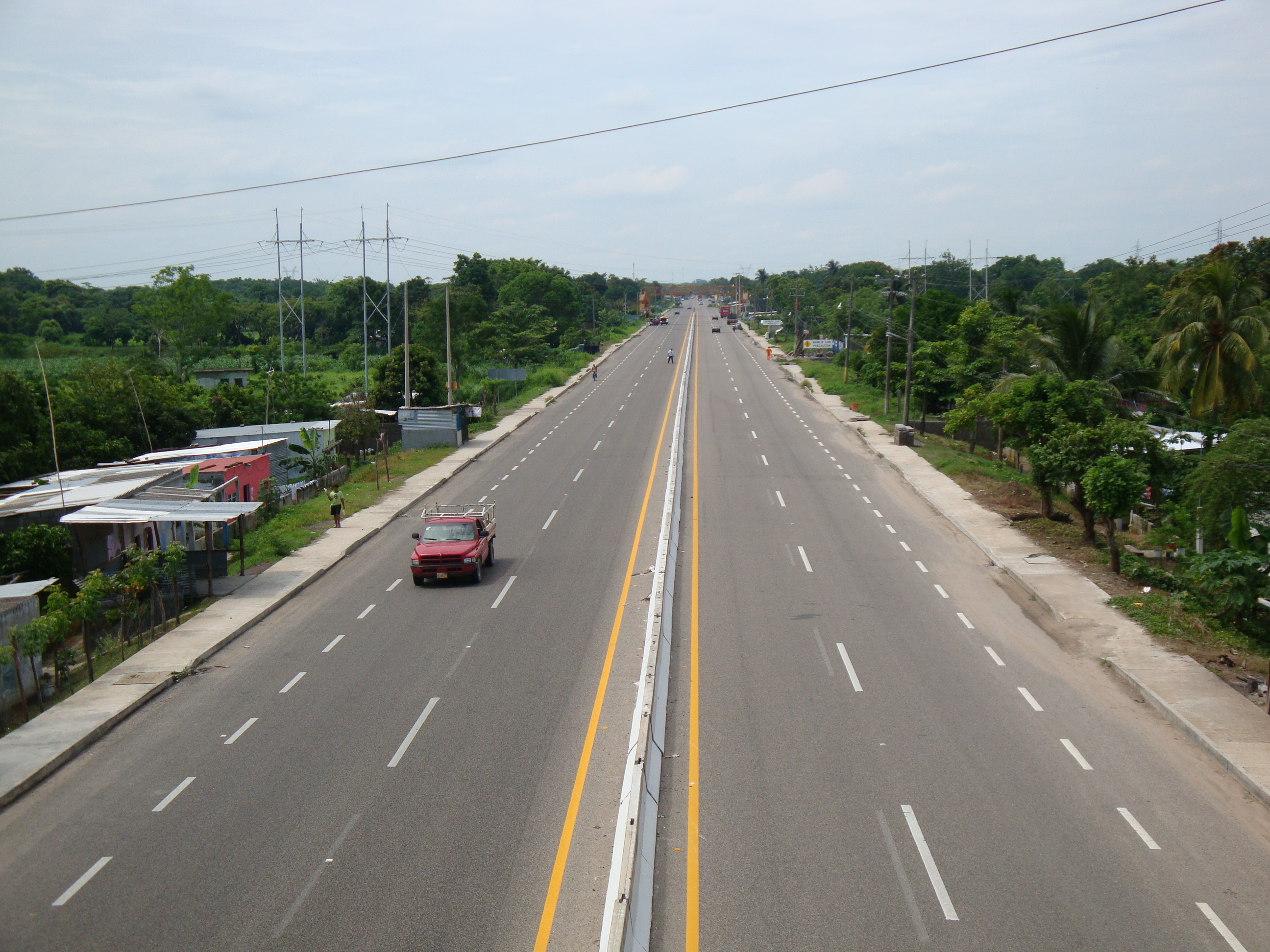
Carretera federal 187, Mal Paso-El Bellote, tramo autopista de 4 carriles Cárdenas-Huimanguillo.

A la ciudad de Huimanguillo, se puede llegar por vía terrestre a través de la carretera federal n.° 187 Mal Paso-El Bellote, la cual comunica a la ciudad, con las demás ciudades del estado, incluyendo la capital Villahermosa.
Huimanguillo se localiza a 15 km de la ciudad de Heroica Cárdenas y a 65 km de Villahermosa.
Actualmente esta carretera es autopista de 4 carriles en su tramo Heroica Cárdenas-Huimanguillo. También se trabaja ya en la construcción del tren Villa Estación Chontalpa-Dos Bocas y de un corredor industrial establecido en la misma zona por lo cual se volverá un polo de desarrollo en la ciudad de Huimanguillo.

## Turismo
Los lugares que pueden considerarse como de atractivo turístico se encuentran fuera de la ciudad, como la zona arqueológica de La Venta, la zona arqueológica de Malpasito, el conjunto hidrológico de Agua Selva, y el parque Olmeca-Zoque.

## Cultura

### Literatura
En cuestiones literarias en Huimanguillo se conoce poca historia, sin embargo se tiene conocimiento de un grupo de jóvenes que pretendieron incursionar en la literatura alrededor de la década de los ochenta, pero que no se desarrolló finalmente. Es hasta principios del siglo XXI cuando se tienen muestras de actividad literaria en la ciudad, grupos de jóvenes empezaron a frecuentar los cafés dónde iniciaron talleres literarios. Algunos de estos grupos de jóvenes que existieron y que a la fecha han desaparecido o se han transformado se denominaban a sí mismo como "Arte Facto" quienes fundaron una galería de arte y un café. Integrantes de este grupo formarían posteriormente "Cúpula" que duraría muy poco y finalmente "Morfo Vitae" quienes tuvieron más actividad, lograron publicar varios números de revista y varios libros, así como actividades culturales en la ciudad, tales como teatro, cine, exposiciones plásticas, eventos culturales de música, etc., logrando la presencia de artistas de todo el estado y del extranjero. Se conocen publicaciones de algunos libros y revistas creados por este movimiento que inició su auge aproximadamente desde 2005, revistas tales como la Morfo Vitae y La Huimántlida, así como libros Antología de escritores de Huimanguillo, De lo cotidiano a lo fantástico y Memoria a través de la mirada: Historia gráfica de Huimanguillo entre otros, se han publicado por el municipio, por el Gobierno del Estado y por la Universidad Popular de la Chontalpa (UPCH).
En la actualidad prevalecen nuevos grupos, sobre todo de gente muy joven y que tienen el antecedente de grupos anteriores por lo que el movimiento cultural y literario se va desarrollando y transformando. A pesar de que Huimanguillo es un pueblo pequeño empieza a tener una tradición cultural y sobre todo literaria.